# Ахмед Салім II
Ахмед Салім II ульд Алі бен Мухаммад (араб. أحمد سالم ولدأعل ولد محمد الحبيب; д/н — 18 квітня 1905) — 19-й емір Трарзи в 1891—1905 роках.

## Життєпис

### Боротьба за владу
Походив з арабської династії ульд-ахмед ібн даман, гілки ульд-аль-шеркі. Син еміра Алі III. Про молоді роки обмаль відомостей. Після захоплення у 1887 року влади стрийком Амаром V Салімом став інтригувати проти нього. 1891 року рушив до Сен-Луї, де запропонував сенегальському губернатору Анрі-Феліксу де Ламоту сприяти в захопленні трону в обмін на визнання Трарзою французького протекторату. Злякавшись, Амар V Салім також звернувся до французів з пропозицією встановлення протекторату. Для вирішення цього питання де Ламот запросив еміра та Ахмеда Саліма до Ришар-Толя в Ваало, але Амар V через підступи візира Хаярума ульд Мухтар Сіді не прибув на зустріч. Тоді губернатор оголосив про невизнання Амара V Саліма еміром Трарзи, підтримавши Ахмеда Саліма.
Ахмед Салім рушив до Трарзи, де на його бік перейшов клан ульд-ахмед, також йому сприяв візир Хаярума. У вересні 1891 року Ахмеда Саліма було оголошено еміром Трарзи. Проте Амар V продовжив спротив, що тривав до вересні 1893 року, коли тому було завдано поразки, схоплено й страчено.

### Панування
У 1892, 1894 і 1895 роках з ініціативи французів уклав мирні і торгівельні угоди з Ямаром Мбоджем, правителем частини Ваало.
1898 року викрив змову візира Хаярума ульд Мухтар Сіді, що вирішив підтримати небожів еміра — Сіді ульд Мухаммада, що планував захопити трон. У відповідь позбавив Хаяруму посади, що призвело до відкритого повстання. Водночас еміром був невдоволений клан ульд-ахмед через шлюб з сестрою Ахмеду II, еміра Бракни. У відповідь Ахмед Салім II наказав стратити Ахмеда, стриєчного брата Сіді, та вуйка останнього — Ахмеда Буну.
З 1899 року почалися бойові дії з Сіді ульд Мухаммадом та його прихильниками. У листопаді 1901 року емір зазнав відчутної поразки від претендента. В результаті Аїхмед Салім II вимушений був відступити до Ндіаго. тут отримав підтримку від французів, що надіслали загони волофів. У січні 1902 року вдалося завдати поразки Сід ульд Мухаммаду, що відступив до емірату Бракна. Але вже у травні того ж року Сіді знову успішно діяв проти еміра. Неможливість врегулювати ситуацію призвело до реформування стосунків Трарзи, запровадивши окремий протекторат Мавританія на чолі із комісаром Ксав'є Копполані.
У грудні Сіді було оголошено еміром, але він контролював лише північ та схід. В свою чергу французи підтримували Ахмеда Саліма II. Копполані заснував в 1903 році форти в Нуакшоті і Хруфа. Також було здобуто підтримку берберських племен. Втім посилення французів в еміраті викликало занепокоєння з боку Ахмеда Саліма II, який на перемовинах в Теллі замирився з Сіді, що зрікся титулу еміра. У листопаді 1903 року вони спільно вирішили атакувати Наукшот, але французів попередив про це Хаярума ульд Мохтар Сіді, внаслідок чого план провалився.
В свою чергу Копполані вирішив підтримати Сіді ульд Мухаммада, який в березні 1904 року знову оголосив себе еміром. Водночас французи встановити владу над еміратами тагант і Бракна. Протягом березні 1904 року французи двічі завдали поразки Ахмеду Саліму II, зайнявши більшість Трарзи, розділивши її на резидентури: Західна і Східна Трарза.
Ахмед Салім II вів перемовини з французькою адміністрацією щодо зміни умов протекторату. Наприкінці року зумів замиритися з сіді, що зрікся титулу еміра напочатку 1905 року. В свою чергу Хаярума ульд Мохтар Сіді перейшов зі своїм загоном на бік французів. Втім Ахмеду Саліму II з небожем вдалося захопити форт Хрефа, але знову невдало було атаковано Нуакшот. На бік еміра перейшов клан ульд-бусба, але невдовзі його було переможено кланом ульд-бірі.
Зрештою домовився з Копполані про початок нових перемовин, рушивши у квітні 1905 року до форту Бу Тіліміт, але неподалік від нього еміра було вбито небожем Ахмедом, братом Сіді ульд Мухаммада. Новим еміром став Ахмед Салім III.